# David Byrne (Musiker)

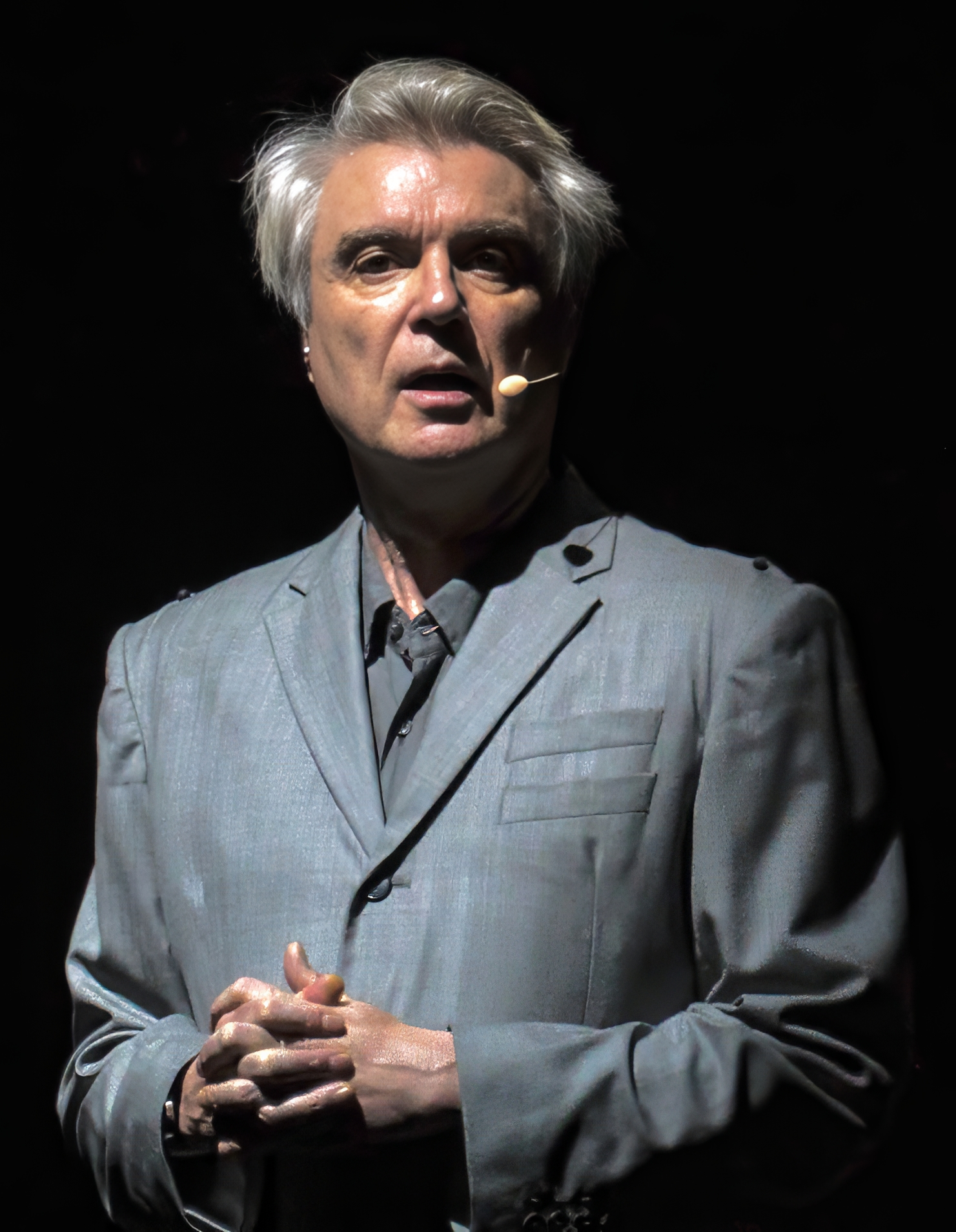
David Byrne (2018)

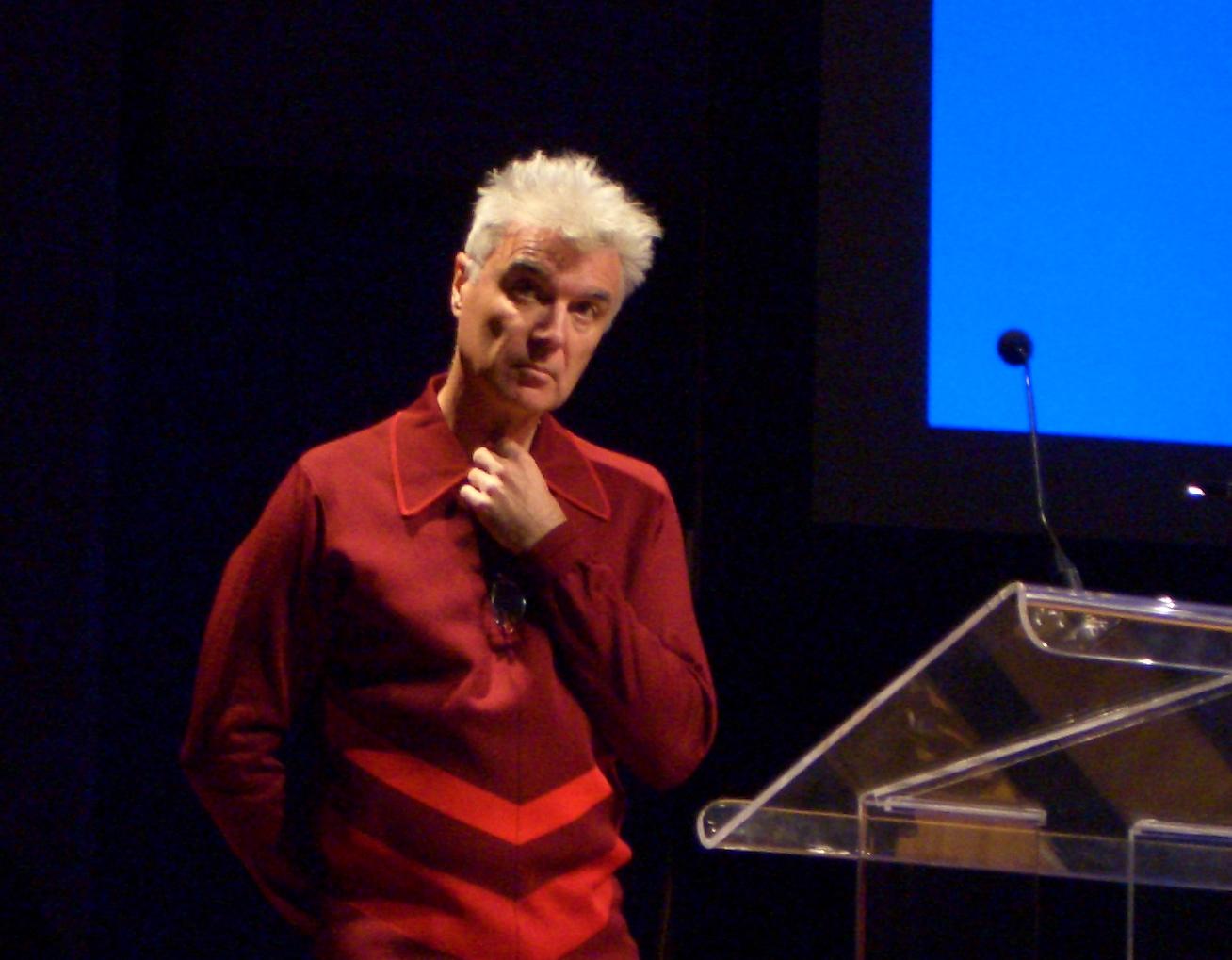
David Byrne 2006 beim Future of Music Policy Summit an der McGill University Schulich School of Music in Montreal, Québec

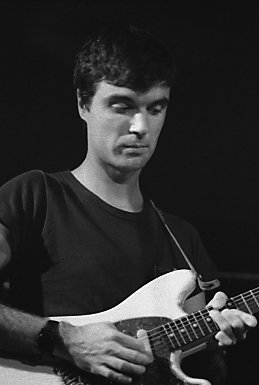
David Byrne (1978)

David Byrne (* 14. Mai 1952 in Dumbarton, Schottland) ist ein britisch-US-amerikanischer Musiker (Gesang und Gitarre) schottischer Herkunft. 1975 war er Mitbegründer der Talking Heads und wurde als deren Frontmann bekannt. Byrne ist Tony-, Grammy- und Oscarpreisträger.

## Leben
David Byrne kam im Kindesalter mit seinen Eltern in die USA, nahm jedoch erst 2016 im Alter von 64 Jahren die US-Staatsbürgerschaft an. Er selbst beschrieb sich im Rückblick als „eigenartigen jungen Mann […] an der Grenze zum Asperger-Syndrom“.
Erfolgreich war Byrne nicht nur mit den Talking Heads, sondern auch mit seiner 1981 gestarteten Solokarriere. Seine erste, gemeinsam mit Brian Eno aufgenommene Platte My Life in the Bush of Ghosts gilt als wegweisend für die Verwendung von (damals analogem) Sampling vorwiegend traditioneller ethnischer Musik.
1986 war Byrne Regisseur, Produzent und Drehbuchautor des Films True Stories; ferner spielte er neben John Goodman auch die Hauptrolle. Im selben Jahr arbeitete er auch zusammen mit Philip Glass an den Songs from Liquid Days, für die er zum Teil den Text schrieb. Für den Soundtrack zu Der letzte Kaiser erhielt er 1988 gemeinsam mit Ryūichi Sakamoto und Cong Su den Oscar.
1990 gründete Byrne das Weltmusiklabel Luaka Bop. Ursprünglich sollten dort Sampler mit lateinamerikanischer Musik veröffentlicht werden, dann erweiterte sich das Spektrum um Musik aus Kuba, Afrika und Asien. Es wurden u. a. Werke von Silvio Rodríguez, Cornershop, Tom Zé, Os Mutantes, Los de Abajo, Susana Baca, Zap Mama, Los Amigos Invisibles and King Chango veröffentlicht.
Sein Lied Like Humans Do wurde mit Microsoft Windows XP als Musikbeispiel für den Windows Media Player ausgeliefert.
2003 hatte Byrne einen Gastauftritt in der TV-Serie Die Simpsons. In der Episode Auf der Familienranch produzierte und sang er Homers Song Everybody Hates Ned Flanders.
Mit Norman Cook gründete Byrne das Musikprojekt The Brighton Port Authority, das durch ein Musikvideo zum Song Toe Jam auf sich aufmerksam machte.
David Byrne legt die meisten seiner Alltagswege per Fahrrad zurück und setzt sich für bessere Bedingungen für das Fahrradfahren ein. Im September 2009 erschien sein Buch Bicycle Diaries, in dem er seine Erlebnisse als Radfahrer in verschiedenen Städten der Welt wie Berlin, Buenos Aires, Manila und Sydney beschreibt.
Im Jahr 2010 veröffentlichte Byrne gemeinsam mit Fatboy Slim das Album und Musical Here Lies Love, mit denen er der ehemaligen philippinischen Präsidentengattin Imelda Marcos ein musikalisches Denkmal setzte. Mitwirkende sind mehr als 20 Gastsänger, darunter Steve Earle, Sharon Jones, Sia, Tori Amos und Cyndi Lauper. Im selben Jahr arbeitete er zusammen mit Will Oldham am Soundtrack zum Film Cheyenne – This Must Be the Place, in dem er zudem einen Gastauftritt hat.
Peter Gabriel coverte auf dem 2010 erschienenen Studioalbum mit dem Namen Scratch My Back das Lied Listening Wind von den Talking Heads in einer orchestralen Fassung. David Byrne coverte daraufhin auf dem im Jahr 2013 erschienenen Kompilations-Album des Folgeprojektes And I’ll Scratch Yours das Lied I Don’t Remember von Peter Gabriel.
2011 wurde er in die Wettbewerbsjury der 68. Internationalen Filmfestspiele von Venedig berufen.
Außer als Musiker arbeitet Byrne auch als konzeptuell motivierter Photograph und Künstler. Er hat mehrere Kunstbücher publiziert und schreibt Kolumnen für die New York Times.
Außer seiner Vorliebe für kompositorische Kooperationen mit anderen Musikern bei seinen Album-Projekten fördert er durch persönliche Direktvergabe des Artworks gelegentlich weniger prominente bildende Künstler. Bei seinem im Jahr 2018 veröffentlichten Album American Utopia beispielsweise beruhen laut CD-Infobeilage acht Tracks auf Kompositionsvorlagen von Brian Eno und zwei Tracks auf Vorlagen von Keyboarder Daniel Lopatin. Die für das Bild-Design des Albums verwendete Malerei stammt vom New Yorker Maler Purvis Young.
2018 gründete David Byrne die Arbutus Foundation, eine gemeinnützigen Organisation, die sich nach eigener Aussage der „Neugestaltung der Welt durch Inspiration“ widmet. Als erstes Projekt der Stiftung hat er das „positive news“-Online-Magazin Reasons to be Cheerful ins Leben gerufen.
Gemeinsam mit Mala Gaonkar ist Byrne Co-Autor von Theater of the Mind, einem immersiven, neurowissenschaftlichen Theaterexperiment (Premiere 2022).

## Privates
Am 18. Juli 1987 heiratete er die Schauspielerin Adelle Lutz. 1990 kam die gemeinsame Tochter zur Welt. Die Ehe wurde 2004 geschieden.

## Diskografie
Für Veröffentlichungen mit Talking Heads siehe hier.

### Studioalben
| Jahr | Titel                                     | Höchstplatzierung, Gesamtwochen, AuszeichnungChartplatzierungen (Jahr, Titel, Platzierungen, Wochen, Auszeichnungen, Anmerkungen) | Höchstplatzierung, Gesamtwochen, AuszeichnungChartplatzierungen (Jahr, Titel, Platzierungen, Wochen, Auszeichnungen, Anmerkungen) | Höchstplatzierung, Gesamtwochen, AuszeichnungChartplatzierungen (Jahr, Titel, Platzierungen, Wochen, Auszeichnungen, Anmerkungen) | Höchstplatzierung, Gesamtwochen, AuszeichnungChartplatzierungen (Jahr, Titel, Platzierungen, Wochen, Auszeichnungen, Anmerkungen) | Höchstplatzierung, Gesamtwochen, AuszeichnungChartplatzierungen (Jahr, Titel, Platzierungen, Wochen, Auszeichnungen, Anmerkungen) | Anmerkungen                                              |
| Jahr | Titel                                     | DE | AT | CH | UK | US | Anmerkungen                                              |
| ---- | ----------------------------------------- | --- | --- | --- | --- | --- | -------------------------------------------------------- |
| 1981 | My Life in the Bush of Ghosts             | — | — | — | UK29 (8 Wo.)UK | US44 (13 Wo.)US | Erstveröffentlichung: Februar 1981 mit Brian Eno         |
| 1989 | Rei Momo                                  | — | — | — | UK52 (2 Wo.)UK | US71 (18 Wo.)US | Erstveröffentlichung: 3. Oktober 1989                    |
| 1992 | Uh-Oh                                     | — | — | — | UK26 (5 Wo.)UK | US125 (6 Wo.)US | Erstveröffentlichung: 3. März 1992                       |
| 1994 | David Byrne                               | — | — | — | UK43 (3 Wo.)UK | US139 (6 Wo.)US | Erstveröffentlichung: 24. Mai 1994                       |
| 1997 | Feelings                                  | — | — | — | UK91 (1 Wo.)UK | US155 (1 Wo.)US | Erstveröffentlichung: 17. Juni 1997                      |
| 2001 | Look into the Eyeball                     | — | — | — | UK58 (1 Wo.)UK | US120 (4 Wo.)US | Erstveröffentlichung: 8. Mai 2001                        |
| 2004 | Grown Backwards                           | — | — | — | UK88 (1 Wo.)UK | US178 (1 Wo.)US | Erstveröffentlichung: 16. März 2004                      |
| 2008 | Everything That Happens Will Happen Today | — | — | — | — | US174 (2 Wo.)US | Erstveröffentlichung: 18. August 2008 mit Brian Eno      |
| 2012 | Love This Giant                           | — | AT70 (1 Wo.)AT | — | UK40 (1 Wo.)UK | US23 (5 Wo.)US | Erstveröffentlichung: 10. September 2012 mit St. Vincent |
| 2018 | American Utopia                           | DE31 (1 Wo.)DE | AT22 (2 Wo.)AT | CH21 (1 Wo.)CH | UK16 (1 Wo.)UK | US3 (2 Wo.)US | Erstveröffentlichung: 9. März 2018                       |

grau schraffiert: keine Chartdaten aus diesem Jahr verfügbar

### Livealben
- 2007: Live from Austin, Texas
- 2009: Everything That Happens Will Happen on This Tour – David Byrne on Tour: Songs of David Byrne and Brian Eno (mit Brian Eno)
- 2012: Live at Carnegie Hall (mit Caetano Veloso)
- 2018: ...The Best Live Show of All Time

### Remixalben
- 1998: The Visible Man (enthält Feelings-Remixes)

### Bühnen- und Filmmusik
| Jahr | Titel                      | Höchstplatzierung, Gesamtwochen, AuszeichnungChartplatzierungen (Jahr, Titel, Platzierungen, Wochen, Auszeichnungen, Anmerkungen) | Höchstplatzierung, Gesamtwochen, AuszeichnungChartplatzierungen (Jahr, Titel, Platzierungen, Wochen, Auszeichnungen, Anmerkungen) | Anmerkungen                                                                         |
| Jahr | Titel                      | UK | US | Anmerkungen                                                                         |
| ---- | -------------------------- | --- | --- | ----------------------------------------------------------------------------------- |
| 1981 | The Catherine Wheel        | — | US104 (12 Wo.)US | Erstveröffentlichung: Dezember 1981 Musik zum gleichnamigen Ballett von Twyla Tharp |
| 1985 | Music for „The Knee Plays“ | — | US141 (6 Wo.)US | Erstveröffentlichung: Mai 1985 Musik zu Robert Wilsons Oper The Knee Plays          |
| 1987 | The Last Emperor O.S.T.    | — | US152 (10 Wo.)US | Erstveröffentlichung: 1987 mit Ryuichi Sakamoto & Cong Su                           |
| 2010 | Here Lies Love             | UK76 (1 Wo.)UK | US96 (2 Wo.)US | Erstveröffentlichung: 19. März 2010 mit Fatboy Slim                                 |

Weitere Bühnen- und Filmmusik
- 1986: True Stories (Soundtrack)
- 1988: The Forest (Musik zu Robert Wilsons Oper)
- 1999: In Spite of Wishing and Wanting (Ballettmusik für die Tanzgruppe Ultima Vez)
- 2003: Lead Us Not into Tempation (Soundtrack zu Young Adam)
- 2008: Big Love: Hymnal (Soundtrack)
- 2011: Cheyenne – This Must Be the Place (Filmmusik, mit Will Oldham)

### Singles
| Jahr | Titel Album    | Höchstplatzierung, Gesamtwochen, AuszeichnungChartsChartplatzierungen (Jahr, Titel, Album, Platzierungen, Wochen, Auszeichnungen, Anmerkungen) | Anmerkungen                                                     |
| Jahr | Titel Album    | UK | Anmerkungen                                                     |
| ---- | -------------- | --- | --------------------------------------------------------------- |
| 2002 | Lazy Muzikizum | UK2 Silber · (13 Wo.)UK | Erstveröffentlichung: 8. April 2002 X-Press 2 feat. David Byrne |

Weitere Singles
- 1981: Regiment (mit Brian Eno)
- 1981: The Jezebel Spirit (mit Brian Eno)
- 1981: Big Blue Plymouth (Eyes Wide Open)
- 1987: The Last Emperor (mit Ryuichi Sakamoto)
- 1989: Make Believe Mambo
- 1989: Dirty Old Town
- 1991: The Forestry
- 1992: Hanging Upside Down
- 1992: She's Mad
- 1992: Girls on My Mind
- 1994: Angels
- 1994: Back in the Box
- 1997: Miss America
- 2001: Like Humans Do
- 2001: U.B. Jesus
- 2008: Strange Overtones (mit Brian Eno)
- 2012: Who (mit St. Vincent)
- 2018: Everybody's Coming to My House

### Videoalben
| Jahr | Titel           | Höchstplatzierung, Gesamtwochen, AuszeichnungChartsChartplatzierungen (Jahr, Titel, Platzierungen, Wochen, Auszeichnungen, Anmerkungen) | Anmerkungen                |
| Jahr | Titel           | UK | Anmerkungen                |
| ---- | --------------- | --- | -------------------------- |
| 2021 | American Utopia | UK7 (1 Wo.)UK | Erstveröffentlichung: 2021 |

Weitere Videoalben
- 1993: Between the Teeth (VHS)
- 2001: Live at Union Chapel (DVD)
- 2007: Live from Austin, Texas (DVD)

## Filmografie
- 1984: Stop Making Sense, Drehbuch, Darsteller, Soundtrack (Talking Heads)
- 1986: True Stories, Drehbuch, Regie, Darsteller, Soundtrack (Talking Heads)
- 1988: Lebensmüde leben länger (Checking Out), Darsteller
- 1998: Lulu on the Bridge, Darsteller
- 2011: Cheyenne – This Must Be the Place, Darsteller, Soundtrack
- 2019: John Mulaney & The Sack Lunch Bunch, Darsteller

## Bücher
- True Stories (1986)
- What the Songs Look Like – Contemporary Artists Interpret Talking Heads Songs, Talking Heads mit Frank Olinsky, Vorwort von Byrne (Harper & Row, 1987),
- Strange Ritual: Pictures and Words (1995)
- Your Action World (1998)
- The New Sins (2001)
- Envisioning Emotional Epistemological Information (2003)
- Arboretum (2006)
- Bicycle Diaries (2009; dt. Übersetzung von Brigitte Jakobeit: Bicycle Diaries: Ein Fahrrad, neun Metropolen. S. Fischer Verlag, Frankfurt am Main 2012, ISBN 978-3-10-004416-7)
- How Music Works (2012; dt. Übersetzung von Achim Stanislawski: Wie Musik wirkt. S. Fischer Verlag, Frankfurt am Main 2019, ISBN 978-3-10-397417-1)

## Auszeichnungen
Auszeichnungen
- 1985: MTV Video Music Awards: Video Vanguard Award
- 1987: Los Angeles Film Critics Association Award: Beste Filmmusik für Der letzte Kaiser
- 1988: Oscar: Beste Filmmusik für Der letzte Kaiser
- 1988: Golden Globe: Beste Filmmusik für Der letzte Kaiser
- 1989: Grammy: Bestes Album mit instrumentaler Original-Hintergrundmusik geschrieben für Film oder Fernsehen für Der letzte Kaiser
- 2002: Aufnahme in die Rock and Roll Hall of Fame mit den Talking Heads
- 2010: Grammy: Bestes Recording Package für Everything That Happens Will Happen Today (mit Brian Eno)
- 2012: David di Donatello Award: Beste Filmmusik für Cheyenne – This Must Be The Place
- 2013: Drama Desk Awards: Beste Musik für Here Lies Love
- 2021: Special Tony Award: American Utopia on Broadway

Nominierungen
- 1987: Independent Spirit Award: Bester Debütfilm für True Stories (mit Gary Kurfirst)
- 1989: BAFTA Award: Beste Filmmusik für Der letzte Kaiser
- 1989: Grammy: Bestes Musikvideo-Konzept für Storytelling Giant
- 2010: Grammy: Bestes Alternative-Album für Everything That Happens Will Happen Today (mit Brian Eno)
- 2019: Grammy: Bestes Alternative-Album für American Utopia
- 2021: Grammy: Bestes Musical-Album für American Utopia on Broadway
- 2023: Oscar: Bester Song für „This Is a Life“ aus Everything Everywhere All at Once